# خشونت علیه زنان در پرو
خشونت علیه زنان در پرو (انگلیسی: Violence against women in Peru) آزار و اذیت یا خشونتی است که علیه زنان در این کشور است. خشونت شریک صمیمی (IPV) رایج‌ترین شکل خشونت مبتنی بر جنسیت است که ممکن است همزمان با خشونت جنسی و عاطفی رخ دهد. زنان پرویی متفاوت از مردان هستند و نرخ‌های بالاتری از فقر و خشونت خانگی و جنسی را تجربه می‌کنند. بر اساس گزارش سازمان جهانی بهداشت، ۴۹ درصد از زنان دارای شریک جنسی در لیما و ۶۱ درصد در کوسکو خشونت فیزیکی توسط شریک جنسی‌شان را در یک زمان گزارش کردند. این امار برای خشونت جنسی توسط شریک عاطفی، شامل ۲۳ درصد در لیما و در ۴۷ درصد کوسکو بود.
وضعیت و تبعیض زنان در پرو پیچیده‌است زیرا با طبقه، قومیت و جایگاه اقتصادی زنان در جامعه سنتی پرو متفاوت است. بر خلاف زنان در ایالات متحده، زنانی که در پرو زندگی می‌کنند اغلب در صنعت کشاورزی و همچنین صنایع دستی مشغول بوده‌اند. این پیچیدگی اغلب توسط دولت پرو به رسمیت شناخته نشده‌است. قانون اساسی پرو در سال ۱۹۹۳ حق اساسی یک فرد را برای تمامیت اخلاقی، فیزیکی و روانی آن به رسمیت شناخته‌است. با این حال، به‌طور خاص این حمایت‌ها را برای زنان گسترش نداده‌است، و همچنین قوانین تبعیض خاصی که در مورد زنان اعمال می‌شود وجود ندارد. بخش‌های زیر انواع خشونت‌های مبتنی بر جنسیت را که زنان تجربه می‌کنند، تشریح می‌کند.

## خشونت خانگی
در سال ۲۰۰۶، مراکز وزارت زنان و توسعه اجتماعی (MIMDES) حدود ۲۵۰۳۶ مورد خشونت خانگی در پرو را گزارش کردند. این مراکز به‌طور متوسط به ۲۰۶۷ مرد و زن در ماه کمک می‌کردند. وزارت زنان و توسعه اجتماعی همچنین یک شماره تلفن فوریتی بحران را اداره می‌کرد که در سال ۲۰۰۶ به ۷۷۸۵ درخواست کمک در رابطه با اختلالات خانوادگی رسیدگی کرد سازمان‌های زنان خاطرنشان کردند که سوء مصرف الکل و نگرش‌های سنتی نسبت به زنان، مشکلات تجاوز جنسی و سوء استفاده جنسی را - به ویژه در مناطق روستایی - تشدید می‌کند. در نوامبر ۲۰۰۶، سازمان بهداشت جهانی گزارش داد که ۶۹ درصد از زنان پرو گفته‌اند که در زندگی خود از نوعی خشونت فیزیکی رنج برده‌اند.
وزارت زنان و توسعه اجتماعی بیان کردند که بسیاری از موارد سوء استفاده خانگی گزارش نشده‌است. منابع غیردولتی اظهار داشتند که اکثر موارد گزارش شده به دلیل ترس از انتقام یا به دلیل هزینه‌های ثبت شکایت منجر به اتهامات رسمی نشده‌است. حمایت‌های قانونی و فیزیکی ارائه شده به دلیل تاخیرهای قانونی، ابهامات در قانون و نبود سرپناه برای قربانیان محدود بود. بر اساس مطالعه‌ای که در سال ۲۰۰۷ در لیما، پرو انجام شد، خطر بارداری ناخواسته در زنان آزار دیده ۱٫۶۳ برابر افزایش می‌یابد. علاوه بر این، زنانی که هم آزار جسمی و هم سوء استفاده جنسی را تجربه کرده‌اند، ۳٫۳۱ برابر بیشتر احتمال دارد که ناخواسته باردار شوند.
کلیشه‌ها و سنت‌ها چرخه‌های سوء استفاده را عادی می‌کنند. در میان طبقات اجتماعی-اقتصادی شهری، اصلاح «Mas me pegas, mas te quiero» (هر چه بیشتر مرا کتک بزنی، بیشتر دوستت دارم) برای اشاره به amor serrano استفاده می‌شود.

## زن کشی
بین سال‌های ۲۰۱۰ تا ۲۰۱۷، ۸۳۷ زن در پرو به قتل رسیده‌اند در حالی که ۱۱۷۲ اقدام دیگر برای قتل در این دوره صورت گرفته‌است. مطالعه ای در سال ۲۰۱۵ نشان داد که در حدود ۸۱ درصد از موارد اقدام به زن کشی، هیچ اقدامی از سوی مقامات برای محافظت از بازماندگان انجام نشده‌است.

## خشونت جنسی
پرو نشان دهنده همدستی دولت ایالتی در ارتکاب و تداوم خشونت جنسی است. با این حال، منطق و انگیزه‌های ارتکاب خشونت جنسی در مناطق مختلف متفاوت بوده و در طول زمان تغییر کرده‌است. تشخیص اینکه آیا دولت خشونت جنسی را ترویج می‌کند یا فقط اجازه وقوع آن را می‌دهد، به دلیل عدم دسترسی به سوابق دولتی یا شهادت‌های طبقه‌بندی‌شده، دشوار است.
با این حال، تجزیه و تحلیل‌های انبوه، الگویی را در تعارض دولتی و خشونت جنسی نشان داده‌است. درگیری پرو با شورشیان، افزایش در تعداد آزارهای جنسی را نشان می‌دهد که با دوران سختی در طول درگیری مطابقت داشت. با تضعیف شورشیان پس از دستگیری آبیمائل گوسمان در سال ۱۹۹۲، تعداد خشونت‌های جنسی در پرو به میزان قابل توجهی کاهش یافت. این همبستگی نشان می‌دهد که دولت از خشونت جنسی به عنوان ابزار جنگ استفاده می‌کند.